# Paige Houden
 Paige Houden  (* 17. September 1989 in Sydney, New South Wales) ist eine australische Schauspielerin.

## Leben und Karriere
Paige Houden hat als professionelle Surferin an Junior- und Weltmeisterschaften teilgenommen. Daher wirkt sie sehr glaubwürdig in der Rolle der Madison, einer der besten Surferinnen in der australischen Fernsehserie Alien Surfgirls. Zuvor hatte sie in der Rolle der Masey in der Serie Blue Water High mitgewirkt und war als Cindy und Fleur in der australischen Soap Home and Away aufgetreten.  Neben ihrer schauspielerischen Tätigkeit war sie auch für verschiedene Sportveranstaltungen und Podcasts als Moderatorin tätig. Paige Houden hat am australischen National Institute of Dramatic Art Schauspiel und Moderation studiert.

## Filmografie (Auswahl)
- 2008: Blue Water High
- 2010: Home and Away
- 2012: Alien Surfgirls (Fernsehserie)